# Haha-jima
Haha-jima Haha-jima (母島, Ilha da Mãe), antigamente conhecida como ilha Coffin ou Hillsborough, é a segunda maior das ilhas do arquipélago das Ogasawara. Tem cerca de 21 km² de área.
Os pontos mais altos são o monte Monte Chibusa (Chibusa-yama), de 462 metros de altitude, e o monte Sakaigatake com 443m. A maior ilha do grupo, Chichi-jima ("Ilha do Pai") está a aproximadamente 50 km par norte. Juntamente com as ilhas próximas mais pequenas como Ane-jima, Imoto-jima e Muko-jima, Haha-jima forma o  Haha-jima Rettō (母島列島), o Grupo Haha-jima.
A ilha está dentro dos limites políticos da cidade de Ogasawara, subprefeitura de Ogasawara,  Tóquio.
Na Segunda Guerra Mundial, a ilha foi evacuada e fortificada, sento alvo de vários ataques das forças dos Estados Unidos. Parte das estruturas de defesa são hoje atrativo turístico. Há um ferry a ligar em 2 horas Chichi-jima e Haha-jima. A economia de Haha-jima baseia-se na pesca, e há também uma destilaria.
Hoje Haha-jima tem 450 habitantes, mas já foi de 1546 em 1904 e 1905 em 1940.